# Cinéma d'horreur asiatique
 (août 2009).
Si vous disposez d'ouvrages ou d'articles de référence ou si vous connaissez des sites web de qualité traitant du thème abordé ici, merci de compléter l'article en donnant les références utiles à sa vérifiabilité et en les liant à la section « Notes et références ».
Le mouvement du cinéma d'horreur asiatique est relancé en 1998 avec Ring, réalisé par Hideo Nakata. À la suite de la J-Horror, la Corée du Sud et d'autres pays asiatiques (Thaïlande en particulier) se sont lancés dans le genre.

## Le précurseur japonais
C'est en 1998 que démarre l'exploitation de masse du film fantastique asiatique. Hideo Nakata sort en effet Ring, puis plusieurs suites  avant que des remakes américains ne voient le jour. Le Japon avec la J-Horror continue de développer le genre à travers de nombreux films comme Ju-on de Takashi Shimizu ou La Mort en ligne (One Missed Call) de Takashi Miike qui sortira connaître deux suites. Les thèmes sont assez récurrents : fantômes, malédictions et filles aux cheveux longs. Certains possèderont toutefois des caractéristiques qui leur permettront de se détacher, comme les La Mort en ligne (One Missed Call) qui mélange folklore traditionnel nippon et malédiction à travers une technologie moderne : le téléphone portable.

## La Corée du Sud emboîte le pas
La Corée du Sud attend tardivement son premier grand succès avec Phone de Ahn Byeong-Ki sortit en 2002, qui permet à la Corée du Sud de faire son entrée dans ce genre commercialement acquis aux Japonais.

## Les autres pays
Les autres cinémas asiatiques ne restent pas insensibles aux succès du genre et produisent à leur tour des films. C'est le cas de la Thaïlande avec Nang Nak en 1999, 999-9999 sorti en 2002, un film à la croisée de Phone et de One Missed Call, Headless Hero en 2002, Shutter en 2004, The Unseeable en 2006, 13 Jeux de mort en 2006, Le Pensionat en 2006 ..Pee Mak en 2013.et plus récemment The Pool en 2018, The Medium en 2021, Tee-Yod et Tee-Yod 2 en 2023 et 2024.
Hong-Kong suit le mouvement avec notamment The Eye en 2002 ou encore Koma. À noter que The Park de Andrew Lau sorti en 2003 se démarque du reste de la production par sa réalisation en 3D.